# Plăcinta americană: Cursa în pielea goală
Plăcinta americană: Cursa în pielea goală (în engleză American Pie Presents: The Naked Mile) este un film de comedie din 2006, difuzat de Universal Pictures. Acest film este al doilea spin-off al seriei de filme Plăcinta americană și începe o poveste care continuă și se încheie cu Plăcinta americană: Frăția Beta (2007). John White interpretează rolul lui Erik Stifler, un licean din ultimul an căruia i se dă un "permis de week-end" de către prietena sa, Tracy Sterling (Jessy Schram), și se duce să viziteze Frăția Beta condusă de vărul său, Dwight Stifler (Steve Talley), pentru a alerga în Cursa în pielea goală. Christopher McDonald îl interpretează pe tatăl lui Erik, Harry, și Eugene Levy pe prietenul de familie al lui Erik și Tracy, Noah Levenstein.
Cursa în pielea goală din titlu se referă la un eveniment real care a fost realizat loc anual de către studenții de la University of Michigan până în 2004. Participanții, în majoritate studenți din anii terminali, alergau sau mergeau cu bicicleta la o cursă prin campus în timp ce erau dezbrăcați parțial sau total. Ultima "cursă în pielea goală" a avut loc în 2004 după ce Universitatea a încheiat tradiția prin arestarea și amenințarea studenților care au alergat. Participarea la acest eveniment, de asemenea, se pare că a atras atenția operațiunilor de pornografie pe internet.
După succesul comercial al filmului lansat direct pe DVD, Plăcinta americană: Tabăra de muzică, Universal Studios Home Entertainment a decis să producă o altă continuare a filmului Plăcinta americană. Plăcinta americană: Cursa în pielea goală a fost lansat direct pe DVD de pe 19 decembrie 2006. Filmul a fost un succes financiar, aducând venituri de 27,41 milioane de dolari din vânzările de DVD-uri pe plan intern, dar, cu toate acestea, reacția fanilor a fost foarte negativă, fiind criticate glumele răsuflate și gagurile din precedentele filme "Plăcinta americană" și personajul Stifler că ar fi o copie proastă a originalului. 

## Rezumat
Erik Stifler (John White) are dificultăți de a se ridica la renumele familiei sale. El este vărul lui Steve și Matt Stifler și, probabil, singurul Stifler încă virgin la absolvirea liceului. Filmul începe cu Erik prefăcându-se bolnav, pentru a rămâne singur acasă și a se masturba. Din păcate, atunci când era pe cale de a ejacula, părinții și bunica lui sosesc pe neașteptate în ușa casei și sunt stropiți cu sperma lui Erik, după care bunica lui moare în urma unui atac de cord. Tatăl lui Erik îi spune mai târziu că, în calitate de Stifler, fiul său ar trebui să facă  sex în loc să se masturbeze. Erik are de doi ani o prietenă, Tracy (Jessy Schram), care îl iubește, dar nu este gata pentru a face sex. Cu toate acestea, Tracy decide să facă sex cu el, dar prima lor încercare eșuează în mod oribil, iar ea refuză să mai încerce din nou. 
Prietenii lui Erik, Cooze (Jake Siegel) și Ryan (Thomas Ross) plănuiesc să meargă într-o excursie pentru a-l vizita în Michigan pe vărul lui Erik, Dwight Stifler (Steve Talley), în perioada unui eveniment cunoscut sub numele de Cursa în pielea goală, o alergare a studenților în pielea goală pentru a alunga stresul examenelor. Tracy vede acest lucru ca o oportunitate de a-i da lui Erik un "permis de liber pentru week-end", în speranța că el își va potoli acolo pofta de sex și va scoate sexul din relația lor deoarece ea nu este pregătită pentru așa ceva. 
Erik și prietenii săi ajung în campus și sunt martori ai unui concurs de băutură în care Dwight este incoronat campion al campusului, pierd un joc dur de fotbal împotriva unei fraternități rivale formate aproape în întregime din pitici și sfârșesc prin a se bate cu aceiași pitici în mai multe rânduri. Această rivalitate ajunge la apogeu atunci când fraternitate piticilor îl atacă pe Dwight, trimițându-l în spital. Dwight își revine până seara când urmează să înceapă Cursa în pielea goală.
Erik întâlnește o fată de colegiu, cu un fetiș pentru băieți virgini și atunci când se sărută, o echipă de la știri surprinde momentul. Privind de acasă momentul la știri, Tracy este supărată și se simte vinovată că i-a dat lui Erik un permis de week-end. Prietenele ei o conving să-și piardă virginitatea și ea înainte de întoarcerea lui. Mai târziu în acea seară, Erik își dă seama că el o iubește pe Tracy și se întoarce acasă pentru a-și vedea prietena. Când ajunge la casa ei, tatal lui Tracy îi spune că ea este la o petrecere și Erik ajunge la petrecere chiar atunci când Tracy urcase în camera de la etaj, probabil, pentru a-și pierde virginitatea cu fostul ei iubit. Erik vorbește în fața ușii închise a dormitorului, proclamandu-și dragostea lui pentru ea. Cu toate acestea, Tracy nu era în cameră, deoarece ea a decis să nu facă sex.
Mai târziu în acea seară, Tracy și Erik decid să facă sex unul cu celălalt. Ei fac dragoste în acea noapte. Când Erik revine la colegiu în dimineața următoare pentru a-și lua prietenii, fiecare băiat își povestește experiențele sale din noaptea anterioară. Cei trei prieteni se întorc înapoi la East Great Falls. 
În timpul petrecerii de după Cursa în pielea goală, Dwight face sex cu Vicky (Winkler), prietena lui Rock (Prentice), liderul fraternității piticilor. Mai târziu, Dwight îi trimis un DVD lui Rock pe care scrie, "Răzbunarea e dată naibii". În ea apar Dwight și Vicky făcând sex, iar Rock strigă: "Shitler!"

## Distribuție
- John White - Erik Stifler
- Jessy Schram - Tracy Sterling
- Jake Siegel - Mike "Cooze" Coozeman
- Steve Talley - Dwight Stifler
- Eugene Levy - Noah Levenstein
- Dan Petronijevic - Bull
- Ross Thomas - Ryan Grimm
- Jordan Prentice - Rock
- Christopher McDonald - Harry Stifler
- Maria Ricossa - doamna Stifler
- Candace Kroslak - Brandy
- Jaclyn A. Smith - Jill
- Angel Lewis - Alexis
- Jordan Madley - Brooke
- Melanie Merkosky - Natalie
- Jon Cor as Trent
- Alyssa Nicole Pallett - fata de pe caseta porno
- Mika Winkler - Vicky
- Jessica Booker - bunica lui Erik
- Stuart Clow - tatăl lui Tracy
- Joe Bostwick - dl. Williams

## Locații de filmare
- Secvențe din film au fost filmate la McMaster University din Hamilton, Ontario și în campusul St. George al University of Toronto din Toronto, Ontario. Cursa în pielea goală a fost filmată la Victoria University, o universitate parteneră a University of Toronto. Alte secvențe au fost filmate la Școala Secundară Port Credit din Mississauga, Ontario.

## Vânzări de DVD-uri
DVD-ul a fost lansat la 19 decembrie 2006 în SUA. În primul week-end, au fost vândute 478.336 de bucăți, aducând venituri de 9.561.937 $. Până în aprilie 2010, au fost vândute peste 3 milioane de exemplare aducând venituri estimate de 30.000.000 $. DVD Regiunea 2 a fost lansat în Marea Britanie la 4 decembrie 2006 în format PAL Widescreen și a primit ratingul 15 de la BBFC cu următoarele mențiuni: Conține limbaj obscen, scene de sex moderate și referințe sexuale. Filmul a fost lansat fără scene cenzurate.
DVD Regiunea 1 a fost lansat la 19 decembrie 2006 în versiuni Fullscreen R-Rated, Fullscreen Unrated și Widescreen Unrated. Au fost incluse și scene tăiate și un comentariu extins al regizorului, scenaristului și interpreților principali.

## Concursul de băutură
În februarie 2007, David Reid, un angajat de 22 ani de la filiala Bank of New York din Manchester (Anglia) a murit imitând concursul de băutură din film, "ultimul om rămas în picioare".

## Coloană sonoră
1. "Let's Get It On" - Marvin Gaye
2. "News International - Sting 2" - Terry Devine-King
3. "Down, Down, Down" - Gabriel Mann
4. "Say Goodbye" - The Muffs
5. "Freedom" - The White Heat
6. "It's All About The Rock" - White Demons
7. "Go" Performed - LeeTownPusyy Pusyy Yup
8. "Absolutely Wasted" - Sporting Riff-Raff
9. "Freak-A-Leek" - K-Lein
10. "I Wish" - Skee Lo
11. "Go Hard" - Kel Spencer
12. "On The Run" - Classic
13. "Wey" - Tre Jaqun
14. "That's What Dreams Are Made Of" - 2 Clicks Down
15. "Scratch" - Allister
16. "Stuck In America" - Sugarcult
17. "Here We Go" - The Grand Skeem
18. "I'm Gonna Make You Sweat" - Al Sheez
19. "Sucka MCs" - The Grand Skeem
20. "Rock to the Rhythm" - Lexicon
21. "Swing Baby Swing" - The DNC
22. "Let's Get Def" - Kennedy
23. "Candy Store" - Miss Eighty 6
24. "Devilz Badvocate" - Dastardly / Focus
25. "Hands To Tha Pump" - Da Diggler
26. "Ain't No Game" - Basko
27. "Everybody Get Crazy Now" - The STL of The DNC
28. "Getting Hot In Here" - Josh Henderson
29. "Check Out The Sound" - Boomish
30. "Perfect" - Remi J
31. "Let's Go Home" - The Drop
32. "Birthday Song" - Ben Lee
33. "RU Ready" - AD
34. "We're At The Top Of The World" - The Juliana Theory